# Парфитт, Дэвид
Дэвид Парфитт (англ. David Parfitt; род. 8 июля 1958, Сандерленд) — британский кинопродюсер и актёр. Лауреат премии BAFTA за лучший британский фильм года («Безумие короля Георга», 1995) и премии «Оскар» за лучший фильм («Влюблённый Шекспир», 1999), председатель Британской академии кино и телевизионных искусств (2008—2010).

## Биография
Дэвид Парфитт родился в 1958 году в Сандерленде, в семье владельца лавки. Мать Дэвида по образованию была актрисой, хотя никогда профессионально не играла на сцене. В средней школе успеваемость Дэвида была крайне низкой, и родители решили, что он продолжит образование в театральной школе.
Окончил в Лондоне Сценическую школу Барбары Спик. Поскольку родители не могли себе позволить плату за обучение, Дэвид должен был работать одновременно с учёбой и во второй год сумел получить одну из ведущих ролей — сына главной героини — в новом комедийном телесериале «Трое, включая мать» (англ. ...And Mother Makes Three, 1971—1973), затем сыграв в его продолжении «Пятеро, включая мать» (англ. ...And Mother Makes Five, 1974—1976). По окончании учёбы продолжил актёрскую карьеру в 1969 году в Сандерлендском королевском театральном обществе. Также играл в телесериале «Любовь в холодном климате» (1980) и радиосериале Би-би-си «Арчеры», где стал первым исполнителем роли Тима Бичема.
В конце 1980-х годов оставил сценическую карьеру ради карьеры кинопродюсера. По собственным воспоминаниям Парфитта, решение о завершении актёрской карьеры он принял по ходу съёмок фильма «Генрих V», где, уже будучи сопродюсером Кеннета Браны, снимался в эпизодической роли гонца. Его появление в костюме на съёмочной площадке Брана встретил таким смехом, что даже не мог продолжать съёмку. В итоговом монтаже Парфитт на экране не появляется, но его имя сохранилось в титрах.
В дальнейшем Парфитт совместно с Браной сформировал успешную театральную труппу. В кинематографе он в 1990-е годы отметился как продюсер двух экранизаций комедий Шекспира, «Франкенштейна Мэри Шелли», «Безумия короля Георга». Этот фильм в 1996 году получил премию BAFTA за лучший британский фильм года, а в 1998 году Парфитт спродюсировал романтическую костюмированную комедию «Влюблённый Шекспир», на следующий год удостоенную «Оскара» за лучший фильм.
Основатель независимой продюсерской компании Trademark Films. В начале 2000-х годов занимал должность консультанта-продюсера в картине Скорсезе «Банды Нью-Йорка», затем вернувшись к производству собственных картин и в 2003 году выпустив «Я захватываю замок».
В 2008—2010 годах занимал пост председателя Британской академии кино и телевизионных искусств (BAFTA), а в 2010 году стал председателем правления агентства Film London.

## Фильмография

### Продюсер
- 1989 — Оглянись во гневе[англ.] (телефильм)
- 1993 — Много шума из ничего
- 1994 — Безумие короля Георга
- 1996 — Двенадцатая ночь
- 1997 — Крылья голубки
- 1998 — Влюблённый Шекспир
- 2003 — Я захватываю замок[англ.]
- 2004 — Первая дочь
- 2008 — Сборище любителей[англ.]
- 2011 — 7 дней и ночей с Мэрилин
- 2012 — Конец парада (мини-сериал)
- 2013 — The Wipers Times (телефильм)
- 2018 — Код «Красный»
- 2020 — Отец